# Kulul
Jezioro Kulul – jezioro w Erytrei. Jego lustro jest znajduje się 75 m p.p.m. i jest najniżej położonym punktem w Erytrei. Znajduje się w Regionie Północnym Morza Czerwonego, w erytrejskiej części Kotliny Danakilskiej.